# Justyna Kralisz
Justyna Aneta Kralisz – polska nauczycielka i działaczka harcerska. Naczelniczka Harcerek Związku Harcerstwa Rzeczypospolitej w latach 2021–2023.

## Życiorys
W latach 2011–2014 była opiekunem projektu pt. „Przyjazna i bezpieczna szkoła. Praktyczne przygotowanie szkół do realizacji zadań wychowawczych i opiekuńczych”. W latach 2012–2019 pięciokrotnie otrzymywała nagrodę dyrektora szkoły za szczególne osiągnięcia w pracy zawodowej. Od 1 kwietnia 2020 pracowała na stanowisku wicedyrektora ds. rozwoju oświaty polskiej za granicą w Ośrodku Rozwoju Polskiej Edukacji za Granicą, zaś 22 listopada 2021 została powołana na stanowisko dyrektora ORPEG.
Instruktorka Związku Harcerstwa Rzeczypospolitej w stopniu harcmistrzyni, byłą komendantką Łódzkiej Chorągwi Harcerek ZHR. 28 sierpnia 2021 podczas XVII Zjazdu Związku Harcerstwa Rzeczypospolitej została wybrana na naczelniczkę harcerek ZHR. Funkcję pełniła do 16 kwietnia 2023. Jest również członkiem Zarządu Towarzystwa Przyjaciół Dzieci Łódź-Polesie.